# Zhasni a zemřeš
Zhasni a zemřeš (v anglickém originále Lights Out) je americký nadpřirozený filmový horor z roku 2016, který režíroval David F. Sandberg jako svůj režijní debut a scénář napsal Eric Heisserer. Film vychází ze Sandbergova stejnojmenného krátkého filmu z roku 2013 a hrají v něm Teresa Palmer, Gabriel Bateman, Alexander DiPersia, Billy Burke a Maria Bello.

## Příběh
Sophie (Teresa Palmer) si ze svého dětství odnesla několik špatných vzpomínek na tajemnou ženu jménem Diana, která se zjevovala jen ve tmě a psychicky terorizovala celou rodinu. Následně utekla z domova a tím se svého démona zbavila. Vše se mění, když stejný démon začne terorizovat jejího syna a dceru.

## Obsazení
| Teresa Palmer      | Rebecca |
| Gabriel Bateman    | Martin  |
| Alexander DiPersia | Bret    |
| Billy Burke        | Paul    |
| Maria Bello        | Sophie  |
| Andi Osho          | Emma    |
| Lotta Losten       | Esther  |

## Produkce, vývoj a vydání
Film produkovali Lawrence Grey, Eric Heisserer a James Wan a hlavní natáčení probíhalo v Los Angeles od června do srpna 2015.
Světová premiéra filmu se uskutečnila 8. června 2016 na filmovém festivalu v Los Angeles a do kin ve Spojených státech a Kanadě jej uvedla společnost Warner Bros. Pictures dne 22. července 2016.
Film byl natočen s rozpočtem 4,9 milionu dolarů a celosvětově vydělal 148 milionů dolarů. Od kritiků se dočkal vesměs pozitivních recenzí, které chválily režii, scénář, herecké výkony, kameru i hudební doprovod.